# My river flows
My river flows is het derde studioalbum van de Amerikaanse rockband IZZ. Na het verzamelalbum Ampersand, volume 1 kwam IZZ met My river flows met nieuw materiaal. Het album is opnieuw opgenomen in de Underground Studios in New York. Het is het eerste album waarbij alle bandleden de nummers gezamenlijk schreven; het is voorts het eerste IZZ-album waarop een zogenaamde epic staat, een lang nummer verdeeld in secties. 
De hoes wordt gesierd door een foto van de Brooklyn Bridge.

## Musici
- Tom Galgano – toetsinstrumenten, zang
- Paul Bremner – gitaar
- Greg DiMiceli – akoestisch drumstel en percussie
- Brian Coralian – akoestisch en elektronisch drumstel en percussie
- John Galgano – basgitaar, gitaar, zang, toetsinstrumenten
- Anmarie Byrnes, Laura Mead - zang

## Muziek
| Nr. | Titel | Duur  |
| --- | --- | ----- |
| 1.  | My river flows | 5:28  |
| 2.  | Late night salvation | 12:16 |
| 3.  | Rose colored lenses | 3:40  |
| 4.  | Deception | 7:17  |
| 5.  | Crossfire | 8:33  |
| 6.  | Anything I dream | 3:22  |
| 7.  | Abby’s song | 3:48  |
| 8.  | Deafening silence (I: Realization; 2: Lesson from the heart; 3: Deafening silence; 4: Passage of life; 5: Sanctuary; 6: Illumination) | 21:36 |